# Kostel svatého Vavřince (Krásensko)
Římskokatolický farní kostel svatého Vavřince je kostel, jenž stojí v obci Krásensko v okrese Vyškov. V chrámu nacházející se náhrobník Kašpara Lukavického z Lukavice je chráněn jako kulturní památka České republiky.

## Historie
Krásensko se stalo farností v roce 1785 a nový kostel byl vysvěcen v roce 1795. Kostel má pozdně středověké jádro.

## Popis
Podélná stavba má čtvercové kněžiště, ke kterému přiléhá čtyřboká sakristie. Loď má obdélníkový půdorys s patrovou tribunou. Nad východním průčelím se nachází hranolová zvonice. Na vnější straně severní zdi kněžiště se dochoval záklenek kamenného ostění portálu zřejmě z 15. století.

## Zařízení
Novorenesanční oltář byl zhotoven roku 1842. Ve věži jsou tři zvony - "umíráček" byl ulit roku 1864, další dva zvony byly ulity v roce 1985..